# Wunschkonzert (1940)
Wunschkonzert ist ein deutscher Propaganda-Spielfilm von Eduard von Borsody aus dem Jahre 1940.

## Handlung
Während der Olympischen Sommerspiele 1936 begegnen sich die junge Inge Wagner und der Fliegeroffizier Herbert Koch. Bereits nach wenigen Tagen verlieben sie sich ineinander. Sie schmieden Pläne für eine gemeinsame Zukunft. Doch bevor sie heiraten können, wird Herbert zur Legion Condor nach Spanien abkommandiert. Da die Mission strengster Geheimhaltung unterliegt, was ein Verbot von Briefkontakt in die Heimat einschließt, muss er abreisen, ohne Inge eine Erklärung geben und sich in der Folgezeit melden zu können. Als nach mehreren Monaten die Operation beendet ist und Herbert von einer schweren Verwundung genesen ist, schreibt er Inge. Diese ist jedoch inzwischen verzogen. Entmutigt lässt er weitere Nachforschungen bleiben.
Inge ihrerseits kann Herbert nicht vergessen und ist bereit, auf ihn zu warten. Drei Jahre vergehen. Als 1939 der Krieg beginnt, reisen die Männer aus Inges Umgebung frohen Mutes zur Front ab. Darunter ist auch Inges Jugendfreund Helmut Winkler, der vergebens um ihre Hand angehalten hatte, aber weiterhin hofft. Helmut wird Herberts Fliegerstaffel zugeteilt und ist diesem, der mittlerweile zum Hauptmann avanciert ist, untergeben. Die beiden schließen Freundschaft. Sie wissen zunächst nicht, dass sie dasselbe Mädchen lieben.
In Berlin findet seit Kriegsbeginn allwöchentlich eine große Musikveranstaltung statt, die als „Wunschkonzert für die Wehrmacht“ im Radio übertragen wird und die der Übermittlung von Grüßen zwischen Front und Heimat dient. Als sich Herbert, in Erinnerung an die schönen Tage mit Inge, wehmütig die Olympiafanfaren wünscht, wird Inge, die, wie alle anderen, vor dem Rundfunkempfänger sitzt, darauf aufmerksam. Sie nimmt das unverhoffte und ungeplante Lebenszeichen Herberts zum Anlass, ihn ausfindig zu machen. Sie fasst neue Hoffnung, ihn wiederzusehen. Ein Briefwechsel kommt zustande, sie verabreden ein Treffen in Hamburg.
Herbert und Helmut werden gemeinsam in letzter Sekunde vor dem Wiedersehen zu einem Aufklärungsflug über dem Atlantik abgeordnet („Dienst ist Dienst“), währenddessen sie auf offener See abgeschossen werden. Ein deutsches U-Boot sammelt sie auf. Derweil wartet Inge wiederum vergeblich. Helmut wird verwundet ins Lazarett eingeliefert. In seinem Krankenzimmer treffen alle drei aufeinander. Nach Aufklärung der verworrenen Situation – Herbert wähnt Inge und Helmut verlobt – finden die beiden Liebenden wieder zusammen.

## Musikeinlagen
Im Wunschkonzert-Teil, der von Heinz Goedecke moderiert wurde, traten folgende Künstler auf:
- Marika Rökk: „In einer Nacht im Mai“ (Lied aus dem Film „Eine Nacht im Mai“, 1938)
- Hans Brausewetter, Heinz Rühmann, Josef Sieber: „Das kann doch einen Seemann nicht erschüttern“ (Aus dem Film „Paradies der Junggesellen“, 1939)
- Philharmonisches Orchester Berlin, Eugen Jochum (Dirigent): Ouvertüre zur Oper Figaros Hochzeit
- Weiß Ferdl: „Bin ich froh, ich bin kein Intellektueller“
- Albert Bräu: Klarinetten-Solo
- Paul Hörbiger: „Apoloner, Apoloner bist Du“
- Mädchen-Chor: „Schlafe, mein Prinzchen, schlaf ein“
- Wilhelm Strienz: „Gute Nacht, Mutter“
- Soldaten (Chor und Publikum): „Soldaten sind Soldaten“

## NS-Propaganda
„Wunschkonzert“ erhielt von der Filmprüfstelle die Prädikate „Staatspolitisch wertvoll“, „Künstlerisch wertvoll“, „Volkstümlich wertvoll“ und „Jugendwert“. Bereits nach NS-Maßstäben rückt ihn dies in die Nähe eines Films wie Karl Ritters „Stukas“ (1941). Der Alliierte Kontrollrat, der 1945 alle im Umlauf befindlichen deutschen Filme einer ideologischen Prüfung unterzog, stellte den Film unter Aufführungsverbot. In der BRD erlangte er später eine FSK-Freigabe.
Die Liebesgeschichte war belanglos und sollte nur die Moral in der Heimat, besonders der Frauen, stärken. Ilse Werner festigte mit diesem Film, ihrem elften, ihren Starruhm und fügte ihrem Image die Facette der „Durchhaltemieze“ hinzu. Obwohl sie die Rolle zunächst abgelehnt hatte, brachte ihr die Mitwirkung in diesem Film nach 1945 ein vorübergehendes Auftrittsverbot ein.
Seine eigentliche politische Brisanz verdankt der Film anderen Bild- und Handlungselementen, als in einer knappen Inhaltsangabe wiedergegeben werden können. Die Filmhistoriker Francis Courtade und Pierre Cadars zitieren in ihrer „Geschichte des Films im Dritten Reich“ einen unbekannten Autor, der die Handlung folgendermaßen zusammenfasst: „Dieser ‚harmlos-volkstümliche‘ Film enthält in gefälliger Form so ungefähr alles, was dem Regime wert und teuer war, mit Ausnahme des Antisemitismus“. Auch Friedemann Beyer bestätigt ihm „Modellcharakter fürs nationalsozialistische Kino“. Die Mischung aus zerstreuender, eskapistischer Unterhaltung einerseits und offener Propaganda andererseits macht den Film „Wunschkonzert“ zu einem der signifikantesten Produkte der nationalsozialistischen Filmpolitik.
Im ersten Abschnitt, dessen Hintergrund die Eröffnung der Olympischen Spiele bilden, bietet der Film dokumentarische Bilder von Hitler und den ihm zujubelnden Menschenmassen, die nicht nur zufällig an Leni Riefenstahls Propagandafilme erinnern; in den Olympiade-Szenen wurden tatsächlich Ausschnitte aus Riefenstahls Olympia-Film verwendet. Später in den Kriegsszenen wurden Original-Wochenschauaufnahmen verwendet. Offen propagandistisch ist der Film auch in den Szenen, in denen die Männer in den Krieg ziehen: einerseits in selbstloser Opferbereitschaft, andererseits fröhlich singend und unbedarft, als ginge es um ein interessantes Abenteuer. „Echt deutsche Gefühlsinnigkeit“ wird in einer Szene zelebriert, in der ein junger Pianist der Hausgemeinschaft zum Abschied Beethoven vorspielt. Später stirbt derselbe junge Musiker einen opernhaft inszenierten Heldentod. Das eigentliche Hauptthema des Films jedoch ist die deutsche „Volksgemeinschaft“, das innige Band zwischen Heimat und Front. Das Wunschkonzert – als Brücke zwischen Heimat und Front – und auch die Liebesgeschichte zwischen der Zivilistin und dem Soldaten stehen letztlich nur als Symbole für das größere Ganze. Konsequenterweise klingt der Film auch nicht in Bildern einer Liebesidylle aus, sondern mit Kriegsschiffen, Bombergeschwadern, Hakenkreuzfahnen und dem Lied „Denn wir fahren gegen Engelland“.

## Produktion und Rezeption
Der ehemalige Reichsfilmintendant Fritz Hippler charakterisierte den Film nach 1945 nicht nur als Staatsauftragsfilm, sondern als „Goebbels’ Wunschkind. Er hatte am Buch mitgearbeitet, Dialoge geschrieben und im Einzelnen auch Sänger und Musiker bestimmt, die sich in den großen Aufführungen zu präsentieren hatten. Da er Ilse Werner als ‚den sympathischen Typ einer modernen Frau’ über alles schätzte, war er in diese Besetzung völlig vernarrt“.
Regisseur Eduard von Borsody, der im Übrigen auf Abenteuerfilme spezialisiert war, hatte sich dem nationalsozialistischen Regime durch die Mitwirkung bei der Produktion von Propaganda- und Abenteuerfilmen wie „Morgenrot“ (1933), „Flüchtlinge“ (1933) und „Kautschuk“ (1938) empfohlen.
Die populäre Musikveranstaltung „Wunschkonzert für die Wehrmacht“ existierte wirklich und wurde jeden Sonntag um 15 Uhr im Radio aus dem Großen Sendesaal an der Berliner Masurenallee übertragen.
Die Dreharbeiten begannen am 16. Juli 1940. Am 21. Dezember wurde der fertige Film der Filmprüfstelle vorgelegt (Originalfassung: 2.832 m, 103 Min.), die ihn als jugendfrei einstufte. Die Uraufführung erfolgte am 30. Dezember 1940 im Berliner Ufa-Palast am Zoo. Den Verleih übernahm die Universum-Film Verleih GmbH. Am 4. November 1943 wurde der Film in einer gekürzten Version (2.689 m, 98 Min.) erneut der Filmprüfstelle vorgelegt und in dieser Fassung wiederum als jugendfrei eingestuft. In der Prüffassung trug der Film den Titel „Das Wunschkonzert“, der in den Kinoankündigungen durch den moderner klingenden Titel „Wunschkonzert“ ersetzt wurde.
Im Fernsehen der Bundesrepublik Deutschland war der Film erstmals am 28. April 1974 um 20.30 Uhr im Dritten Fernsehprogramm des NDR zu sehen.
Neben dem Zarah-Leander-Film „Die große Liebe“ war „Wunschkonzert“ die kommerziell erfolgreichste Filmproduktion der NS-Zeit. Bis zum Ende des Zweiten Weltkrieges hatte der Film fast 26 Millionen Zuschauer und spielte 7,6 Millionen Reichsmark ein.
Bei der FSK-Vorlage am 24. Januar 1980 (2.720 m, 99 Min.) wurde der Film als feiertagsfrei und ab 16 Jahren geeignet eingestuft (Prüf-Nr. 51284). Nach einem Umschnitt (2.756 m, 101 Min.) wurde er der FSK am 22. Januar 1997 erneut vorgelegt und nun als geeignet ab 18 Jahren eingestuft (Prüf-Nr. 51284). Die Auswertungsrechte werden von der Friedrich-Wilhelm-Murnau-Stiftung wahrgenommen.

## Kritiken
- G. Schwark schrieb 1941 im Film-Kurier, die Autoren hätten eine Romanze zweier Menschen in den Vordergrund gerückt, die sich bei der Olympiade kennenlernen, während des Spanien-Krieges verlieren und über die Rundfunk-Wunschkonzerte des jetzigen Krieges wiederfänden. Ilse Werner vertrete erfreulich den jungen deutschen Mädchentyp von heute. „Am Schluß der Uraufführung dieses wahrhaften Volksfilms gab es rauschenden, begeisterten Beifall.“[3]
- Das Lexikon des internationalen Films urteilte rückblickend: „Aus verlogenen Klischees zusammengesetzter, sentimental unterhaltender Nazi-Film für die Kriegszeit, verquickt mit schlecht sortierten Wochenschaubildern und Ausschnitten aus der damals populären Sendung.“[1]
- Karsten Witte schrieb in Film im Nationalsozialismus: „Wunschkonzert ist ein Wunder der Integration von Gegensätzen und Polaritäten. Die Waffengattungen werden mit den Künsten versöhnt, die Intelligenzler mit den Beschränkten, die Preußen mit den Bayern.“ Der Film schließe die Zuhörer und die Zuschauenden nach innen zusammen. „Er mobilisiert eine Front der Gefühle. Die Homogenität des Volkes wird durch die Homogenisierung des Radio-Tons hergestellt. Wer das gleiche Programm der Wunscherfüllung von Narvik bis Neapel einschaltet, bei dem ist mit einer Programmkonkurrenz auch die Kommunikationskonkurrenz ausgeschaltet.“[4]